# NitroStreet Racing 2
NitroStreet Racing 2 es un videojuego de carreras de 2009 desarrollado y publicado por Gameloft para móviles. Es la secuela de NitroStreet Racing, a diferencia de la entrega anterior esté juego no cuenta con una versión 3D.

## Jugabilidad
Transformas los vehículos ordinarios en máquinas de carreras clandestinas y demuestras a todos lo rápido y lejos que pueden llevarte tus habilidades. Las pandillas quieren que te unas a ellas, la policía te quiere fuera de la calle y tú solo quieres fama y fortuna. Haces realidad tus sueños con 10 autos, una motocicleta y muchas opciones de tuning. En esta ciudad abierta, nunca sabes lo que encontrarás. Un día, puede participar en un concurso de acrobacias, al siguiente puede ser escolta de VIP. Creas un vehículo verdaderamente personalizado por el que serás recordado. Dejas tu huella en el salvaje mundo de las carreras urbanas, muestras tus habilidades de tuning, preparas tu vehículo y ganas.

#### Características
• 10 coches y motos con licencia modificables (VW Scirocco, Ford Mustang 2009, Chevrolet Camaro 2010).
• Un montón de opciones con las que tunear el interior y el exterior del vehículo.
• Juegas en Casinoland, un sitio playero, un área industrial, un árido cañón y las islas artificiales.
• Te mueves por la ciudad con total libertad.
• Destruyes obstáculos, haces saltos, persigues a otros coches y escápas de los rivales del otro bando.
• 10 tipos de carrera (Beat’em All, duelos, carreras de drag, radares, etc.).